# حبيل المضباعة (حبيل جبر)

تعديل مصدري - تعديل

حبيل المضباعة هي إحدى قرى عزلة حبيل جبر بمديرية حبيل جبر التابعة لمحافظة لحج، بلغ تعداد سكانها 79 نسمة حسب تعداد اليمن لعام 2004.